# Kłącze (filozofia)

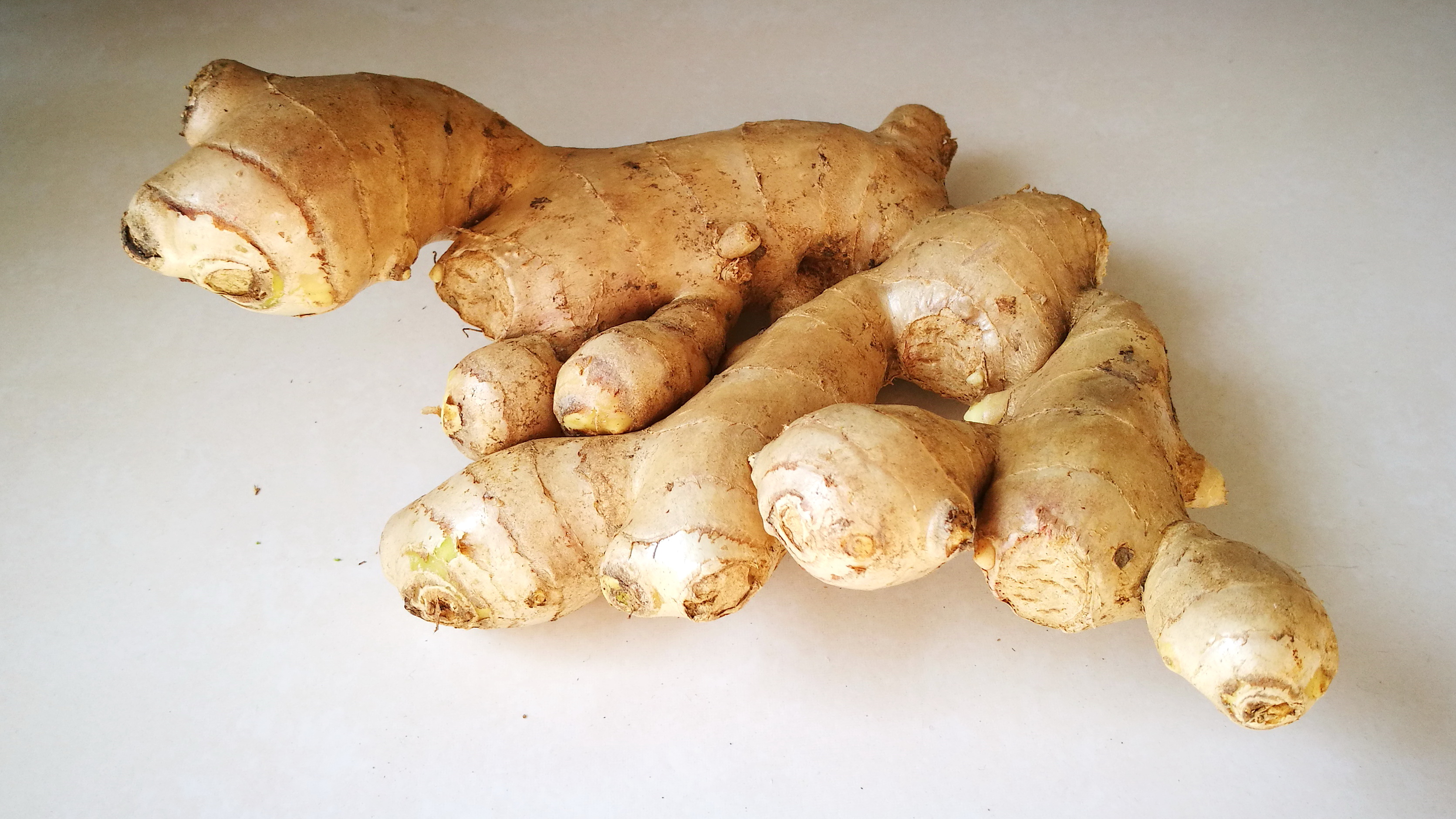
Kłącze imbiru. Użycie terminu kłącze w filozofii jest obrazem, który pozwala pojąć wielość

Pojęcie kłącza — opracowane przez Gilles'a Deleuze'a i Félixa Guattariego — oznacza strukturę, która nieustannie ewoluuje we wszystkich kierunkach horyzontalnych i jest pozbawiona poziomów. Struktura ta jest przeciwieństwem hierarchii piramidalnej (lub „drzewa”). Idea kłącza związana jest z myślą postmodernistyczną i filozofią francuską XX wieku. Oprócz botaniki idea kłącza inspirowana jest matematyczną pracą nad fraktalami. Wykorzystywana jest w szczególności w filozofii, sztuce, a także w badaniach nad rozwojem społecznym i politycznym.

## System kłącza
W teorii filozoficznej Gilles'a Deleuze'a i Félixa Guattariego kłącze to model opisowy i epistemologiczny, w którym organizacja elementów nie podąża za linią podporządkowania (jak w hierarchii) — z podstawą (lub korzeniem, pniem), oferującą początek kilku gałęzi, zgodnie z modelem Drzewa Porfiriusza — ale gdzie każdy element może wpływać na każdy inny.

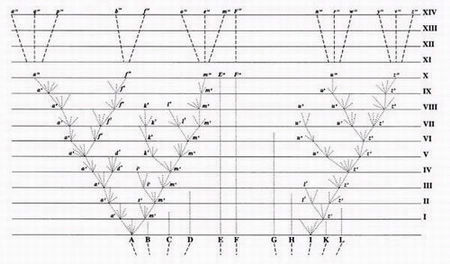
Drzewo genealogiczne gatunków jest uproszczeniem ewolucji (biologicznej), głównie dlatego, że nie bierze pod uwagę poziomego transferu genów, będącego przykładem rozwoju kłącza.

W organizacji przypominającej drzewo (takiej jak taksonomia i klasyfikacja nauk), element, który byłby nadrzędny, jest w istocie koniecznie podporządkowany innemu elementowi; ale nie odwrotnie: mówi się, że nie odpowiada on przed swoimi hierarchicznymi „niższymi”).
Podobnie układ w formie piramidy (taki, jak w większość organizacji społeczno-politycznych lub przemysłowych) wykazuje „zgodność w dół”, ale nie „zgodność w górę”. Ten system jest często używany w architekturze branży IT.
W systemie kłącza natomiast, każdy element może wpływać na każdy element w swojej strukturze, niezależnie od jego położenia lub czasu, i to w sposób wzajemny. (Można wspomnieć o aktualizacjach międzysieciowych, nawiązując do cyberkultury).
Będąc polimorficznym — a nawet policefalicznym — kłącze nie ma zatem środka: czyni je to szczególnie interesującym dla filozofii nauki, filozofii społecznej, semiotyki, a nawet współczesnej teorii komunikacji. Jego kierunek może być zupełnie nieoczekiwany, a jego postęp chaotyczny. Podobnie nie ma ani z góry określonego początku, ani końca: rozwija się losowo. Każdy element struktury może zatem potencjalnie prowadzić do ewolucji całości.
Podejście to opiera się na idei wszechobecnego pola poznawczo-relacyjnego, rozproszonego między cząstkami (pozostawionymi bez ingerencji lub nie), które wspólnie tworzą kłącze. Istnieje stała symultaniczność witalności (ponieważ Całość jest obrazem sumy swoich Części, a każda z nich jest obrazem Całości - jest to zasada fraktalna). Nie może być w nim żadnych samowolnych podziałów, żadnego zatajania informacji, żadnej relacji „zdominowany/dominujący”.
Kłącze jest ze swej istoty podziemne, ale owoce jego wzrostu okazują się wyraźne (improwizowane i spontaniczne); w najgorszym przypadku rolą kłącza byłoby zasadniczo pełnienie funkcji katalizatora (w gotowości).
Paradoksalnie, kłącze łączy w sobie złożoną strukturę drzewa (taką, jaką obserwowano we wzroście roślin, w powietrzu lub pod ziemią; lub nerwową, w jej neuroplastyczności...), z uproszczonymi procesami (bez warstw pomocniczych); w ten sposób chronione jest przed nieskończenie dwubiegunowym przełącznikiem naprzemiennym.
Ten aspekt, zarówno surowy (bez centrum, bez dogmatu, bez w pełni ustalonych części składowych, z podstawowym, powtarzalnym aspektem zanikającym bez rozluźnienia itp.), jak i wyrafinowany (w ciągłej metamorfozie, z rotacjami w wybitnościach, łączac przypadkowość poprzez improwizację bez porzucania swojej integralności), nie jest pozbawiony jasnych ilustracji w praktykach artystycznych. (W muzyce, na przykład rock'n'roll dostarcza paradygmatu dla surowej strony tej idei, której, jak się okazuje, nie brakuje; jazz, poprzez swobodę improwizacji, rozwija wyrafinowane wariacje; a nieustannie zmieniające się obrazy zbioru Mandelbrota stały się możliwe od czasu opanowania technik grafiki komputerowej...)

## Właściwości kłącza
Właściwości kłącza można przedstawić następująco:
Kłącze jest przede wszystkim liniowe, co oznacza, że powstaje stopniowo - jak seria - i zawsze może zyskać lub stracić jeden lub więcej elementów. Pod tym względem kontrastuje ze strukturą, która wymaga współistnienia kilku poziomów lub warstw organizacji, głębi, a zatem sztywności. Wręcz przeciwnie, kłącze posiada niezbędną ruchliwość i elastyczność, które umożliwiają jego trwałą transformację.
Z tej pierwszej charakterystyki wyłaniają się zasady, które Deleuze i Guattari wymieniają we wstępie do książki Tysiąc plateau:
- Zasada "łączności" i "heterogeniczności" oznacza, że kłącze powstaje w wyniku połączeń heterogenicznych elementów bez uprzedniej kolejności przydzielającej miejsca każdemu elementowi: "[...] kłącze może i musi w dowolnym punkcie połączyć się z jakimkolwiek punktem innego kłącza"[6].
- Zasada "wielości": "dopiero gdy to, co mnogie, jest rzeczywiście ujmowane rzeczownikowo, jako wielość, traci ono wszelki stosunek do Jednego jako podmiotu albo przedmiotu [...]. Wielości są kłączaste [...]. Nie mają jedności mogącej posłużyć za trzpień przedmiotu lub podstawę podziału w podmiocie"[7]. To znaczy, że wielość nie może być sztucznie zjednoczona i totalizowana przez nadrzędną formę. Wielość jest formą immanentnej i autonomicznej proliferacji.

- Zasada "nie-znaczącego zerwania", która charakteryzuje brak porządku, hierarchii między elementami i przede wszystkim pozytywny brak z góry określonych połączeń, w przeciwieństwie do drzewiastych struktur czy układów organicznych, które przewidują i lokalizują swoje słabości, aby uporządkować możliwe zerwania: "Kłącze może zostać przerwane czy też rozłupane w dowolnym miejscu"[8].
- Zasada "kartografii" i "dekalkomanii": mapa jest tutaj przeciwstawiona kalkomanii, ponieważ kalkomania jest reprodukcją dobrze zidentyfikowanego stanu rzeczy, który wystarcza, aby reprezentować. Przeciwnie, mapa jest oryginalnym rysunkiem, który oddaje aspekt rzeczywistości, którego jeszcze nie znaliśmy (mapa może przedstawiać wiele wejść, a ta sama przestrzeń może być symbolizowana przez dużą liczbę różnych map).

Deleuze przytacza przykład kłącza z utworu Virginii Woolf: "Chudy pies biega ulicą, chudy pies jest ulicą". Istnieje rzeczywiście pierwotne połączenie heterogenicznych elementów, które wyznaczają elastyczną linię czy ciągliwą formę, modyfikowalną i niezupełną dzięki dodaniu znanego już elementu.
Pojęcie to zaadaptowano ze struktury wielu roślin, których pąki mogą rozgałęziać się w dowolnym miejscu, a także rozwijać się i przekształcać w cebulkę lub bulwę; kłącze roślin, które może pełnić funkcję korzenia, łodygi lub gałęzi niezależnie od swojego położenia na roślinie, służy jako przykład systemu poznawczego, który nie miałby korzeni – czyli twierdzeń lub stwierdzeń bardziej istotnych od innych – rozgałęziających się zgodnie ze ścisłymi zasadami dychotomiczności. Deleuze i Guattari popierają to, co w anglosaskiej tradycji filozofii nauki nazywa się antyfundamentalizmem, to znaczy ideę zakładającą, że struktura wiedzy nie jest wyprowadzana za pomocą logicznych dedukcji z zestawu pierwszych zasad, lecz jest raczej rozwijana jednocześnie z każdego punktu, pod wzajemnym wpływem różnych obserwacji i konceptualizacji. Nie oznacza to, że struktura kłącza jest koniecznie niestabilna i zmienna, mimo że idea ta wymaga, aby każdy model mógł zostać zmodyfikowany. Wręcz przeciwnie, w kłączu istnieją linie solidności i organizacji ustalone przez grupy lub zestawy pojęć pokrewnych („plateau” w terminologii autorów). Te zestawy pojęć definiują stosunkowo stabilne obszary w obrębie kłącza.
Pogląd, że wiedza i psyche - Guattari był psychologiem skupionym na nurcie psychoanalitycznym - jest motywowana wyłącznie zamiarem ukazania konwencjonalnej struktury dziedzin kognitywistyki, po prostu nie odzwierciedla struktury natury. Jest raczej wynikiem dystrybucji władzy i władzy oganizacyjnej w społeczeństwie. Nie chodzi tylko o to, że zdecentralizowany model lepiej odzwierciedla rzeczywistość; dla teorii antyfundamentalistycznej jest to idea traktująca modele jako narzędzia, których użyteczność jest głównym kryterium prawdy. Organizacja wiedzy systemu kłącza jest metodą stawiania oporu hierarchicznemu modelowi, który przekłada na terminy epistemologiczne opresyjną strukturę społeczną.

## Aneks: Antyfundamentalizm w filozofii analitycznej
Krytyka fundamentalizmu przybiera konkretną formę w filozofii analitycznej jako część kompleksowej krytyki projektu „logicznych empirystów” (Koło Wiedeńskie). Filozofowie, tacy jak Rudolf Carnap czy Moritz Schlick, twierdzili, że fundament wiedzy leży w „stwierdzeniach protokolarnych”, to znaczy stwierdzeniach, które odnoszą się do natychmiastowych doznań (dla Schlicka: „stwierdzenia obserwacyjne”) - natychmiastowych, niekoniecznie zaobserwowanych. Tradycja fundamentalistyczna sięga czasów Arystotelesa (zob. Analityki wtóre w Organonie), który twierdził, że podstawą wiedzy jest sylogizm.
Inni filozofowie, tacy jak Keith Lehrer lub Laurence BonJour, w wyniku tej krytyki, argumentowali na rzecz koherencyjnej teorii uzasadnienia epistemicznego (istnieje wówczas pewien koherencjonizm w odniesieniu do prawdy i wiedzy). Koncepcja ta została już sformułowana przez Otto Neuratha, innego filozofa Koła Wiedeńskiego, na początku XX wieku, ale została w rzeczywistości skrytykowana przez samego Schlicka.
W latach 80. i 90. koherencjonizm był również krytykowany przez kilku filozofów, takich jak Ernest Sosa i Alvin Goldman, którzy argumentowali, że krytycy antyfundamentalistyczni nie rozpoznali ważnych cech istnienia fundamentów epistemicznych.